# Amoraïm
Pour les articles homonymes, voir Amora.
 (décembre 2023).
Si vous disposez d'ouvrages ou d'articles de référence ou si vous connaissez des sites web de qualité traitant du thème abordé ici, merci de compléter l'article en donnant les références utiles à sa vérifiabilité et en les liant à la section « Notes et références ».
Amoraïm (judéo-araméen: אמוראים, singulier אמורא Amora : « exposant ») est un terme générique pour désigner les docteurs du Talmud, qui opèrent entre la clôture du Mishna (vers 200 apr. J.-C.) et la compilation des Talmuds (vers 400 apr. J.-C. pour le Talmud de Jérusalem, un siècle plus tard pour le Talmud de Babylone).
L'époque des Amoraïm voit s'affirmer, à côté du centre juif de la terre d'Israël, situé d'abord à Tzippori, en Basse Galilée, puis à Tibériade, le centre dit « babylonien », en Mésopotamie, dont le pôle principal est l'académie de Soura, et accessoirement celle de Poumbedita. Bien que largement indépendants, une correspondance soutenue transmettait en terre d'Israël les questions de Babylonie et les enseignements « de l'ouest » à ceux-ci.

## Aux origines de l'institution
Amora fut d'abord un titre donné aux Sages qui traduisaient l'enseignement du maître depuis l'hébreu mishnaïque des lettrés au judéo-araméen parlé par les masses, de même que lors des lectures publiques de la Torah le lundi et le jeudi, des érudits assuraient la traduction simultanée en judéo-araméen. 
Il devint ensuite l'assistant du maître, celui qui commente et développe les opinions que le maître avait brièvement formulées. C'est en ce sens qu'il est adopté par l'ensemble des Sages, qui ne se considéraient comme guère plus que les transmetteurs des enseignements des Tannaïm (docteurs de la Mishna).

## L'ère des Amoraïm
Les premiers Amoraïm de Babylonie furent Abba Arika, respectueusement surnommé Rav, dont certains enseignements sont encore consignés dans la Baraïta, et son contemporain, Chmouel qui fut aussi son contradicteur dialectique. Parmi les premiers et plus éminents Amoraïm de la terre d'Israël figurent Rabbi Yohanan et Rech Lakich.
On estime généralement que la période des Amoraïm s'étend sur sept ou huit générations (dépendant des points de repère choisis). Les derniers Amoraïm sont généralement considérés être 
Ravina I, Rav Achi et Ravina II, neveu de Ravina I, qui codifia le Talmud de Babylone vers l’an 500.

## Grands Amoraïm
Les Talmuds exposent les opinions de plusieurs centaines d’Amoraïm, certains n'étant connus que par une unique opinion, tandis que d'autres étaient souvent cités et pris en exemple. Ces derniers sont listés ci-dessous :

### Première génération (vers 230–250)
- Abba Arika (mort en 247, plus connu comme Rav) : dernier Tanna et premier Amora, il bénéficia de l'enseignement de Juda Hanassi. Originaire de Babylone, il y retourna en 219, et fonda l'académie de Soura, dont il fut le premier directeur.
- Chmouel (mort en 254): disciple de Juda Hanassi et d'autres, il dirigea l'école concurrente de Nehardea, dont il fit une académie (metivta).
- Yehoshua ben Levi (en) (début du IIIe siècle), directeur de l'académie de Lydda, fondée par Rabbi Eliezer.
- Abba le Chirurgien

### Seconde génération (vers 250–290)
- Rav Houna (mort en 297), disciple de Rav et Chmouel, il succéda au premier à la tête de l'académie de Soura.
- Rav Yehouda (mort en 299), disciple de Rav et Chmouel, il fonda l'académie de Poumbedita.
- Adda bar Ahavah, (IIIe – IVe siècles), disciple de Rav.
- Juda II (début du IIIe siècle), disciple et petit-fils de Juda Hanassi, il succéda à son père Gamaliel III au poste de Nassi. Il est quelquefois appelé Rabbi Juda Nessi'ah et, occasionnellement Rebbi comme son grand-père.
- Hillel, fils de Gamaliel III (début du IIIe siècle), disciple et petit-fils de Juda Hanassi, frère cadet de Juda Nessiah.
- Resh Lakish (mort en fin de IIIe siècle), disciple de Rabbi Yannaï, il fut le collègue et contradicteur de Rabbi Yohanan.
- Yohanan bar Nappaha (mort en 279 ou 289): disciple de Juda Hanassi et Rabbi Yannaï, il fut le directeur de la Yeshiva de Tibériade, et l'un des auteurs primaires du Talmud de Jérusalem.
- Samuel ben Nahman
- Shila de Kefar Tamarta
- Isaac Nappaha

### Troisième génération (vers 290–320)
- Rabba (mort en 320): disciple de Rav Houna et Rav Yehouda, il dirigea la Yeshiva de Poumbedita.
- Rav Yossef (mort en 323), : disciple de Rav Houna et Rav Yehouda, il dirigea la Yeshiva de Poumbedita.
- Rav Ze'ïra
- Rav Hisda (mort en 309), disciple de Rav, Chmouel et Rav Huna, il dirigea l'académie de Soura.
- Shimon ben Pazzi
- Rav Chechet
- Rav Nahman bar Yaaqov (mort en 320): disciple de Rav, Chmouel et Rabba bar Avouha, il ne dirigea pas sa propre yeshiva, mais participa régulièrement aux discussions des yeshivot  de Soura et Mahoza.
- Rabbi Abbahou (mort au début du IVe siècle): disciple de Rabbi Yohanan, il dirigea l'académie de Césarée.
- Hamnuna - plusieurs Amoraïm portent ce nom. Le plus célèbre cite des enseignements au nom de Chmouel.
- Juda III (mort au début du IVe siècle): disciple de Rabbi Yohanan, il succéda à son père Gamaliel IV à la charge de Nassi.
- Rav Ammi
- Rav Assi
- Hanina ben Pappa
- Rabba bar R'Huna
- Rami bar Hama

### Quatrième génération (vers 320–350)
- Abaye (mort en 339): disciple de Rabba, Rav Yossef, et Rav Nahman, il dirigea l'académie de Poumbedita.
- Rava (mort en 352), disciple de Rabba, Rav Yossef, et Rav Nahman, contradicteur d'Abaye, il dirigea la yeshiva de Mahouza.
- Hillel II (circa 360): fils et successeur de Juda III à la charge de Nassi, il est à l'origine du calendrier hébraïque actuellement employé.

### Cinquième génération (vers 350–371)
- Rav Nahman bar Yitzhak (mort en 356): disciple d'Abaye et Rava, il dirigea l'académie de Poumbedita.
- Rav Papa (mort en 371 ou 375): , disciple d'Abaye et Rava, il dirigea l'académie de Naresh.
- Rav Hama
- Rav Huna beraï deRav Yehoshoua

### Sixième génération (vers 371–427)
- Rav Achi (mort en 427): disciple d'Abaye, Rava et Rav Kahana, il dirigeala yeshiva de Mata Mehasia, que beaucoup identifient à Soura. Il initia la rédaction du Talmud de Babylone.
- Ravina I (mort en 421), disciple d'Abaye et Rava, collègue de Rav Achi à la yeshiva de Mata Mehasia, il l'assista dans la rédaction du Talmud de Babylone.

### Septième génération (vers 425–460)
- Mar bar Rav Ashi, aussi connu sous le nom de Tavyomi, et fils de Rav Ashi, mort en 468[1].

### Huitième génération (vers 460–500)
- Ravina II (mort probable en  499): disciple de son oncle Ravina I et de Rav Achi, il fut le doyen de la yeshiva de Soura, où il acheva la rédaction du Talmud de Babylone. C'est le dernier Amora connu[2]